# Ноф-га-Галіль
Ноф-га-Галі́ль (івр. נוף הגליל, араб. الناصرة العليا; букв. Краєвид на Галілею)‎ — місто в Ізраїлі. До 2019 року мало назву Нацра́т-Іллі́т (івр. ‏נצרת עילית, араб. ناصيرات عيليت; Верхній Назарет).

## Історія
Місто засноване 1956 року як частина плану розселення євреїв у Галілеї. Початково поселення називалося Кір'ят-Нацерет (івр. קרית נצרת). На момент заснування більшу частину населення становили репатріанти зі Східної Європи.
Статус міста поселення отримало в 1974 році.
На початку 90-х населення міста практично подвоїлося за рахунок прибуття репатріантів з країн колишнього СРСР та колишніх жителів сусіднього Назарета, що переїхали в тодішній Нацрат-Ілліт. Таким чином національний склад Ноф-га-Галіля змішаний: близько 90 % населення становлять євреї, приблизно 10 % — араби.
За даними за 2005 рік населення міста становить 43 700 людей.
Першим віцепрем'єр-міністром міста була Лія Шемтов, уродженка Чернівців.

## Міста-побратими
- Альба Юлія (рум. Alba Iulia), Румунія
- Дьйор (угор. Győr), Угорщина
- Кікінда (сербохорв. Kikinda), Сербія
- Клагенфурт (нім. Klagenfurt), Австрія
- Леверкузен (нім. Leverkusen), Німеччина
- Сент-Етьєн (фр. Saint-Étienne), Франція
- Сан-Мігель-де-Тукуман (ісп. San Miguel de Tucumán), Аргентина
- Чернівці, Україна